# Carruthersia scandens
Carruthersia scandens är en oleanderväxtart som först beskrevs av Berthold Carl Seemann, och fick sitt nu gällande namn av Berthold Carl Seemann. Carruthersia scandens ingår i släktet Carruthersia och familjen oleanderväxter. Inga underarter finns listade i Catalogue of Life.